# Jensen Interceptor
El Jensen Interceptor es un automóvil deportivo de la clase gran turismo. El coche fue construido a mano en la fábrica de Kelvin Way, en West Bromwich, cerca de Birmingham (Inglaterra), por el fabricante Jensen Motors entre 1966 y 1976. El nombre Interceptor ya había sido utilizado anteriormente por la compañía para un modelo producido entre 1950 y 1957 en la fábrica de Carters Green. Jensen había utilizado ampliamente plásticos reforzados con fibras de vidrio para la fabricación de paneles de carrocería en las dos décadas anteriores, pero el nuevo Interceptor volvió a tener chasis y carrocería de acero, esta última diseñada por una empresa externa, Carrozzeria Touring Superleggera, en lugar de recurrir al personal de la casa. Los primeros chasis eran de fabricación italiana, construidos por Carrozzeria Vignale, antes de que Jensen comenzase la producción por sí misma, con ligeras modificaciones, en West Bromwich.

## Historia y especificaciones

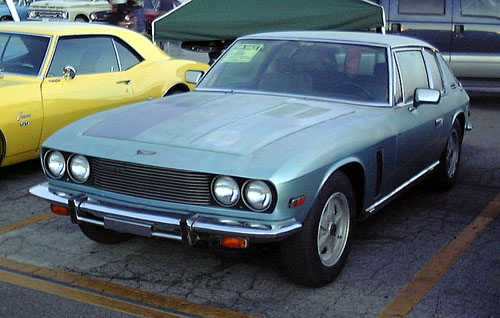
Morven.

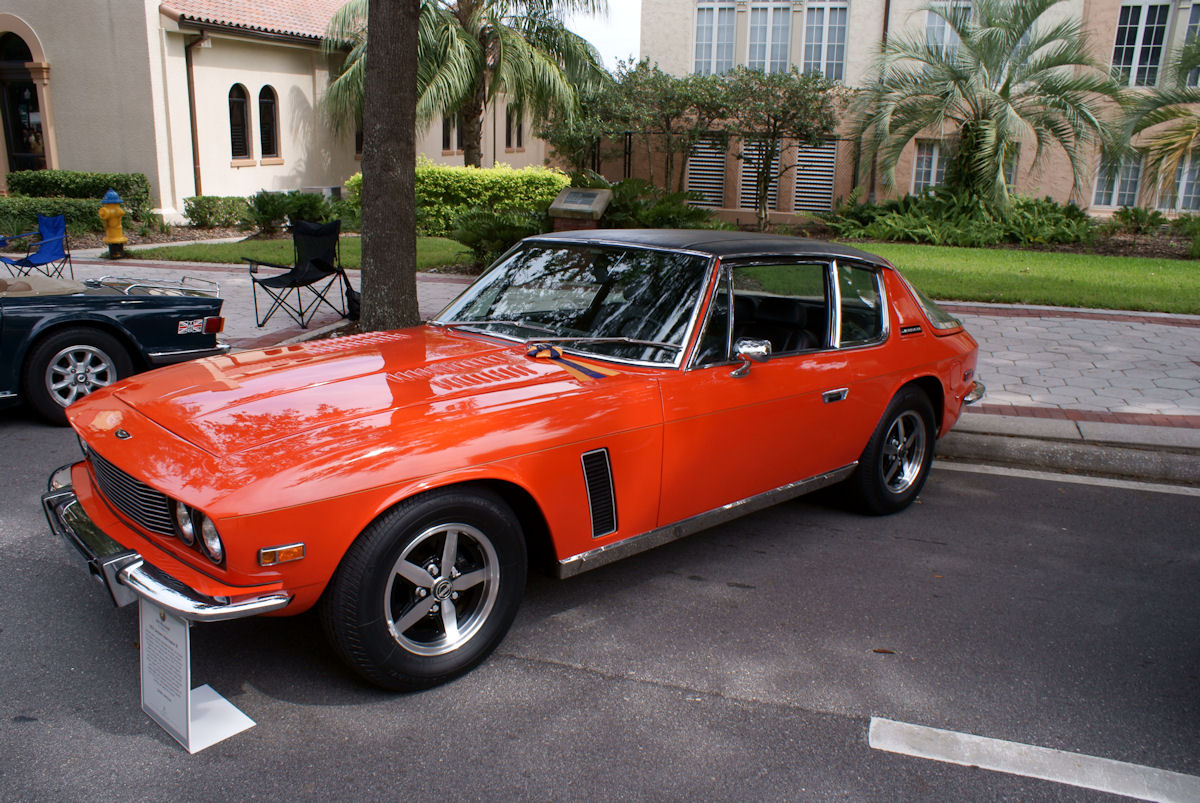
Mk III de 1974.

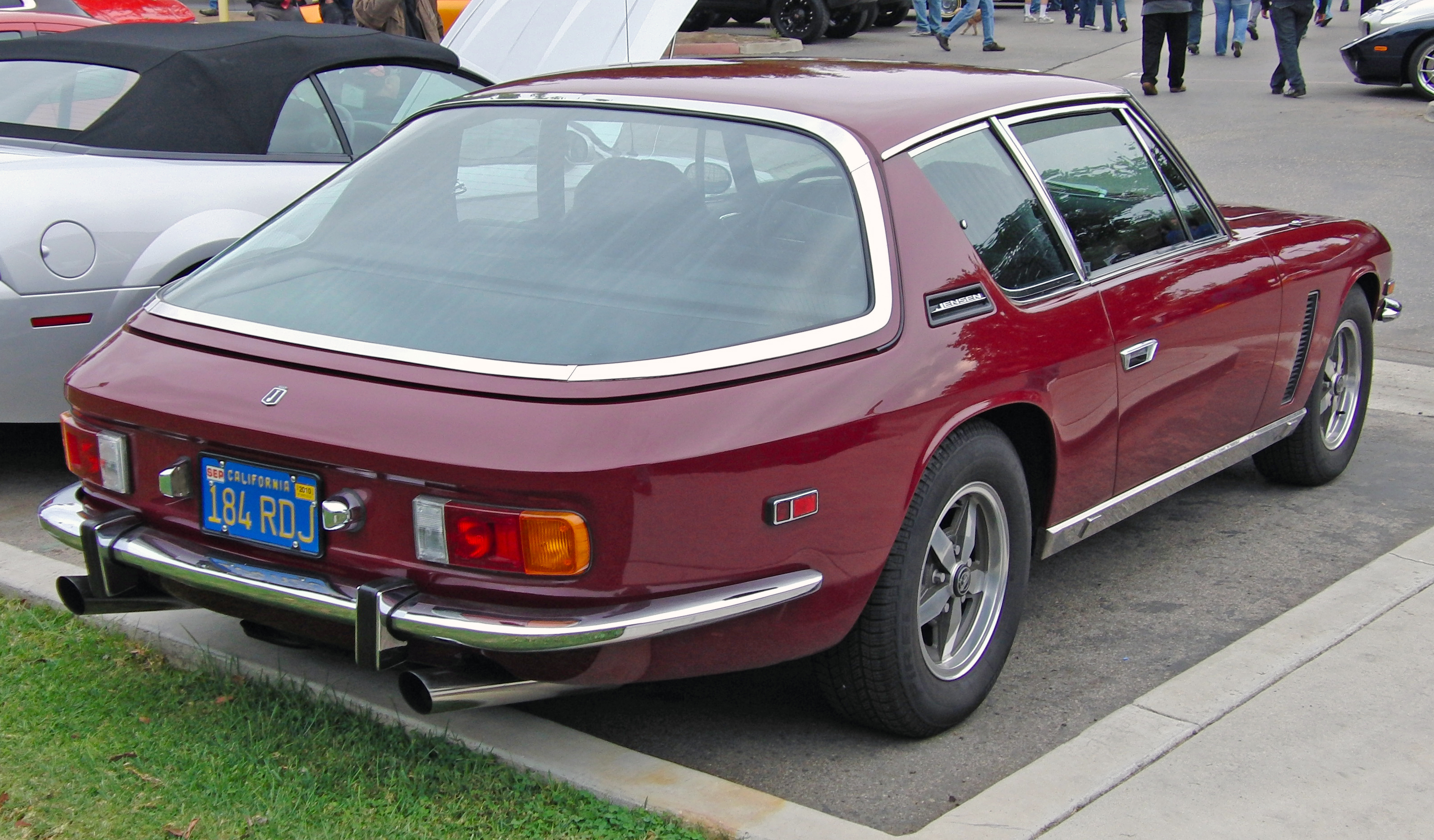
Vista trasera del Mk III.

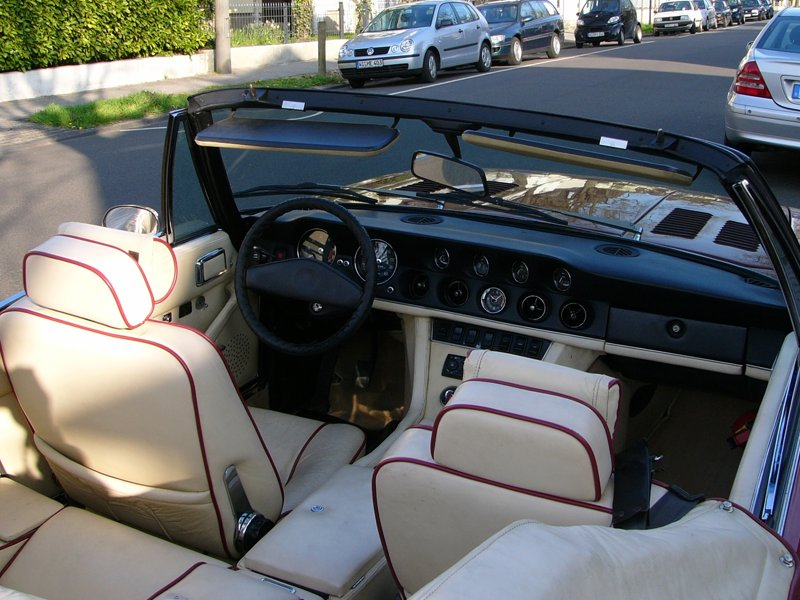
Vista interior.

Jensen utilizó motores V8 de origen Chrysler, comenzando con el Golden Commando de 383 pulgadas cúbicas (6,3 litros) con transmisión manual en el Mark I, del que solamente fueron fabricadas 22 unidades; o bien, la automática TorqueFlite que impulsaba las ruedas traseras con un diferencial de deslizamiento limitado Salisbury y un eje trasero convencional. En 1970, este mismo V8 rendía 335 HP (340 CV; 250 kW) SAE brutos o 270 HP (274 CV; 201 kW) SAE netos. Dado que este V8 fue preparado por Chrysler para su uso con gasolina de bajo octanaje que solamente producía 250 HP (253 CV; 186 kW) SAE netos en 1971, Jensen decidió utilizar el V8 Chrysler de 440 plg³ (7,2 litros) a partir de 1971.
Para 1971, se ofrecían dos opciones de 440 plg³ (7,2 litros): uno tenía un carburador de cuatro gargantas que producía 305 HP (309 CV; 227 kW) SAE netos. El otro, que tenía tres carburadores de dos gargantas cada uno que producía 330 HP (335 CV; 246 kW) SAE netos, el cual solamente estaba disponible en 1971. Solamente 232 coches fueron construidos con la opción 440 Six-Pack, que tuvieron la distinción de ser los coches más potentes de toda la historia de Jensen.
En 1972, el V8 de 440 plg³ (7,2 litros) con tres carburadores de dos gargantas ya no era producido por Chrysler y se mantuvo modificado a 280 HP (284 CV; 209 kW) SAE netos. Chrysler continuó ofreciendo este mismo V8 de alto rendimiento, aunque a partir de 1976 solamente produjo hasta 255 HP (259 CV; 190 kW) SAE netos.
El Interceptor puede haber tomado algunos detalles de estilo del Brasinca Uirapuru, con una distintiva ventana envolvente curvándose alrededor de la parte trasera que hacía las veces de portón de la cajuela. La especificación original incluía elevalunas eléctricos, asientos reclinables delanteros, un volante de madera con relieve, radio con bocinas dobles, luces de reversa y un reloj eléctrico. La dirección asistida se incluyó de serie desde septiembre de 1968.
El Mark II fue anunciado en octubre de 1969, con un estilo ligeramente revisado en los faros, la parrilla delantera y la defensa delantera. También introdujo frenos de disco ventilados en lugar de los discos anteriores que no eran ventilados y un tablero completamente rediseñado. El Mark III de 1971 revisó la parrilla delantera, los faros y la defensa. También tenía asientos revisados, rines de aluminio opcionales y otras mejoras de menor importancia. El V8 de 383 plg³ (6,3 litros) también fue reemplazado por el de 440 plg³ (7,2 litros) en 1971. Se dividió en las series G, H y J en función del año de producción. En 1975, la compañía atravesaba una situación difícil debido a la recesión en todo el mundo y la empresa que la absorbió, encargada de gestionar la liquidación de Jensen Motors, fue autorizada a fabricar algunas unidades para agotar las existencias disponibles de piezas. La producción del Interceptor terminó en 1976.
Un grupo de inversores intervino y la producción del Interceptor fue brevemente reiniciada a finales de 1980, volviéndose a comercializar como serie 4 (S4). El coche volvió como unidad limitada y a medida, comercializado en una forma similar a la del Bristol, con un precio de 70 000 £ o más. Aunque la carrocería permaneció esencialmente siendo la misma que la de la serie 3, el V8 era un Chrysler LA mucho menor de 360 plg³ (5,9 litros), que utilizaba electrónica más moderna para reducir las emisiones y producir todavía alrededor de 230 HP (233 CV; 172 kW). Además, el interior fue ligeramente rediseñado con la adición de detalles deportivos con modernos asientos delanteros, en comparación con el estilo de la butaca de los modelos anteriores, así como un panel de instrumentos y electrónica revisada y modernizada.
El entonces propietario vendió en 1990 Jensen a una empresa de ingeniería en una posición más fuerte para continuar la fabricación del coche, que duró hasta 1993, con aproximadamente otros 36 coches construidos y, mientras que se iniciaba el desarrollo de una serie de 55 unidades de la nueva serie 5 del Interceptor, una vez más la empresa fue liquidada.

## Variantes

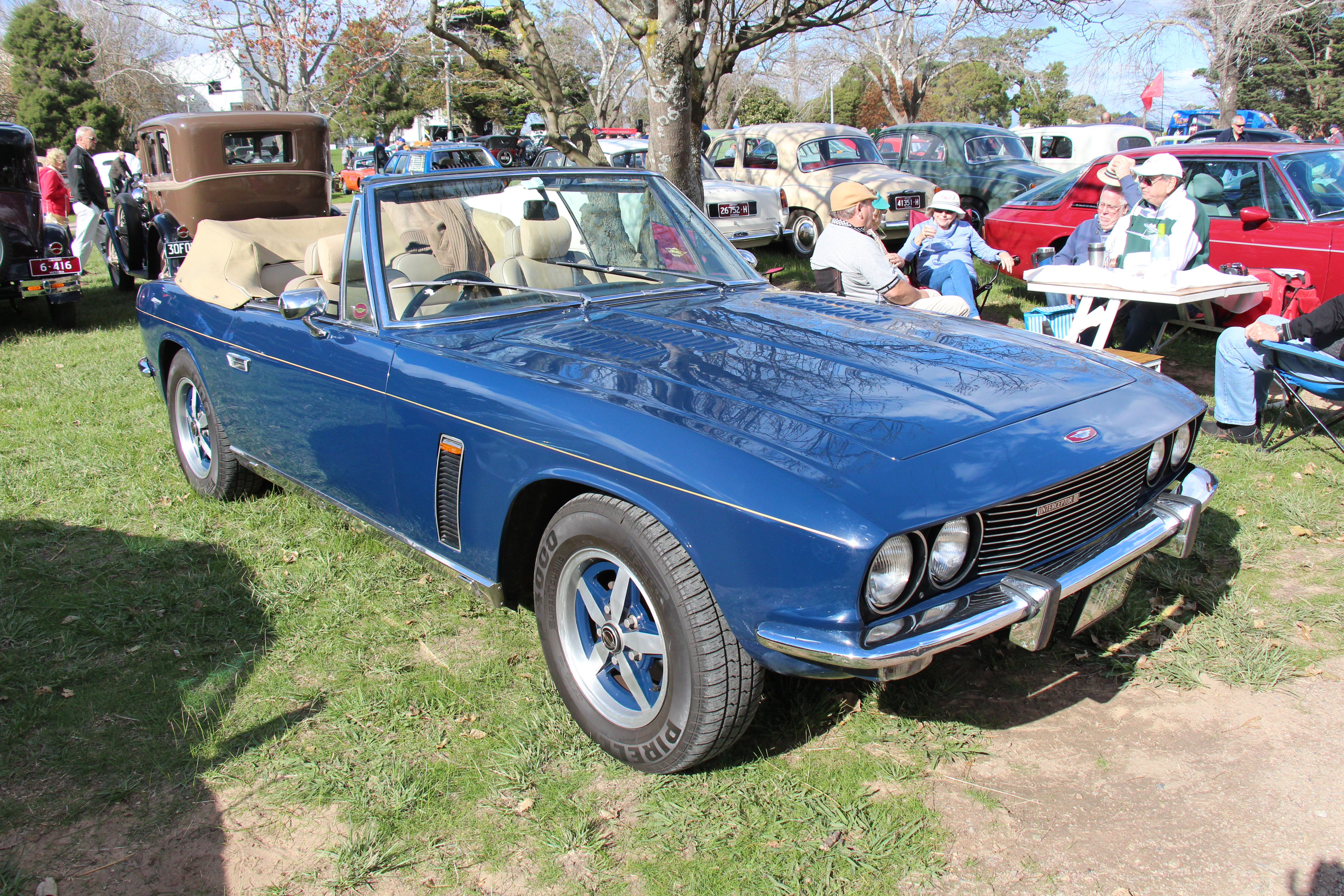
Mk III descapotable de 1973.

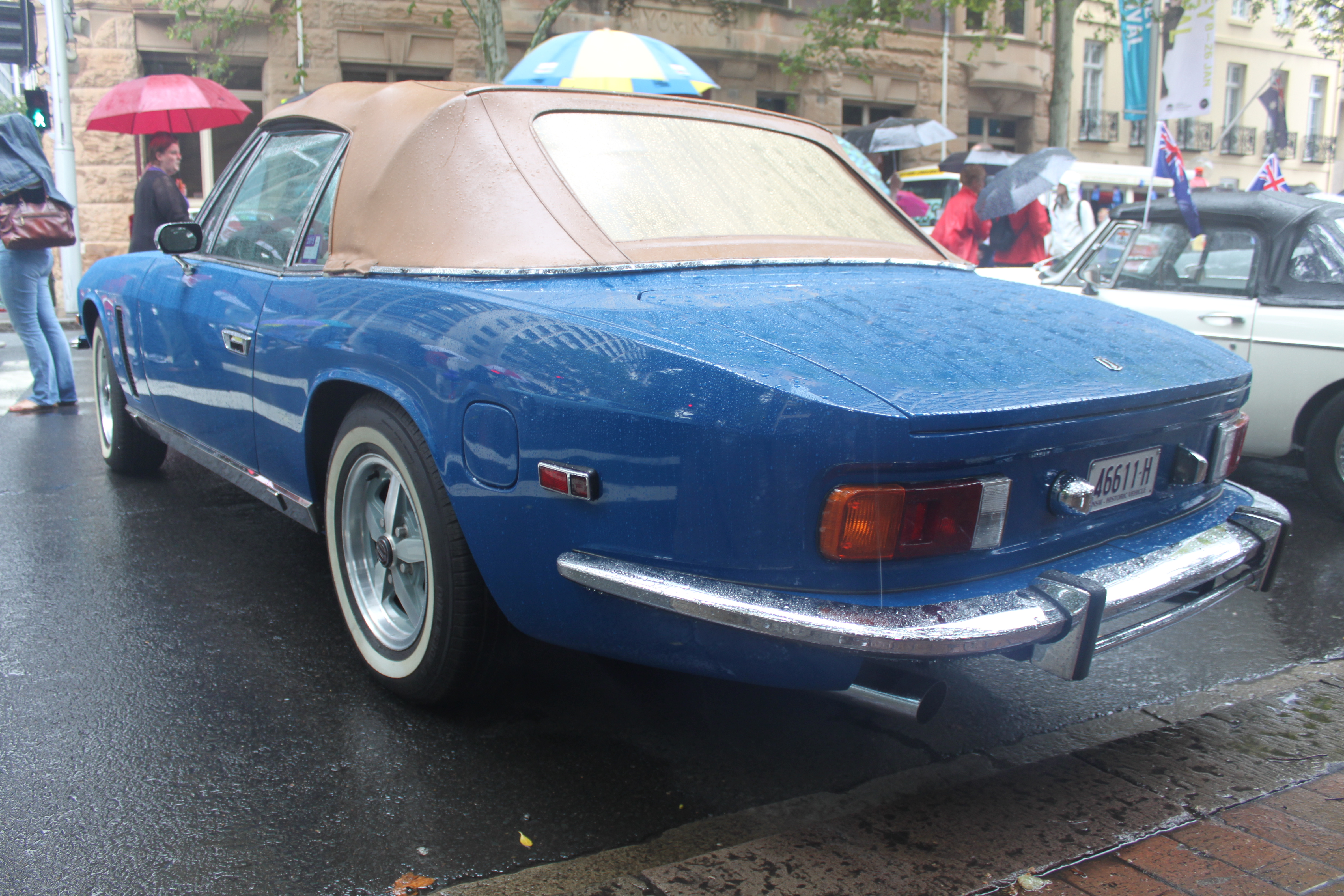
Vista trasera del Mk III descapotable.

Un descapotable con capota motorizada se introdujo en 1974, destinado principalmente para el mercado americano, pero también se vendió en Europa. Se produjeron 267 descapotables.
Todavía más rara es la versión cupé con solamente 60 unidades producidas, derivada del descapotable y, por lo tanto, sin la luneta trasera distintiva del coche normal que se introdujo en 1975, un año antes de la desaparición de la empresa.

### Jensen FF
Jensen fue uno de los primeros fabricantes en equipar un turismo de serie con tracción en las cuatro ruedas mediante un diferencial de acoplamiento viscoso tipo Ferguson, que repartía el par entre los dos ejes, el Jensen FF (Ferguson Formula) de 1967. En el momento en que fue aclamado como un notable desarrollo, que también incorporaba frenos ABS provistos por Dunlop Maxaret y control de tracción. El coche era 127 mm (5 pulgadas) más largo que el Interceptor y, aunque eran muy parecidos, se distinguía por una rejilla de ventilación adicional en la parte delantera de las puertas en las aletas delanteras y la línea de estampación adicional en el borde de la aleta delantera de la salpicadera. Artículos de prensa del momento citan su rendimiento de gran aceleración al describir el coche. En total se produjeron 320 FF; 195 Mark I, 110 Mark II y 15 Mark III.

### Jensen Interceptor R
El especialista de Jensen, Cropredy Bridge Garage, reconstruye Interceptor originales usando componentes modernos, con un V8 Chrysler de 5.7 L con transmisión suministrada por General Motors.
En mayo de 2010 se creó Jensen International Automotive, con el apoyo financiero de Carphone Warehouse y el presidente fundador Charles Dunstone, que se unió a la junta directiva. Un pequeño número de Jensen Interceptor S, que había comenzado la producción en una empresa anterior, están siendo completados por Jensen International Automotive (JIA), en paralelo con la producción propia de la AIJ del nuevo Jensen Interceptor R. Las entregas de este último empezaron a principios de 2011 de manos del fabricante y restaurador con base en Oxfordshire. Restaurando modelos antiguos, pero equipándolos con motores V8 LS3 de 6162 cm³ (6,2 L; 376 plg³) del Chevrolet Corvette con 435 HP (441 CV; 324 kW), con lo que logra alcanzar el 0 a 100 km/h (0 a 62 mph) en 4.5 segundos.